# Wereldkampioenschappen schaatsen junioren 2018
De Wereldkampioenschappen schaatsen junioren 2018 vonden van 9 tot en met 11 maart plaats in Salt Lake City. Het was de 47e editie van het WK voor junioren en de vierde editie die in de Verenigde Staten plaatsvond. De editie van 1997 vond plaats in Butte en de edities van 1998 en 2004 vonden plaats in Roseville.
Naast de allroundtitels voor jongens (47e) en meisjes (46e) en de wereldtitels in de ploegenachtervolging voor landenteams (17e) waren er voor de tiende keer wereldtitels op de afstanden te verdienen. De jongens streden voor de titel op de 500, 1000, 1500 en 5000 meter en de meisjes voor de titel op de 500, 1000, 1500 en 3000 meter. Verder werden de wereldtitels in de massastart en teamsprint voor de vierde keer vergeven.

## Programma
| Programma                                                 | Programma                                                                                           | Programma                                                                                       |
| vrijdag 9 maart                                           | zaterdag 10 maart                                                                                   | zondag 11 maart                                                                                 |
| --------------------------------------------------------- | --------------------------------------------------------------------------------------------------- | ----------------------------------------------------------------------------------------------- |
| 500 m meisjes 500 m jongens 1500 m meisjes 1500 m jongens | 1000 m meisjes 1000 m jongens 3000 m meisjes* 5000 m jongens* Teamsprint meisjes Teamsprint jongens | Ploegenachtervolging meisjes Ploegenachtervolging jongens Massastart meisjes Massastart jongens |

* 3000m meisjes en 5000m jongens met kwartetstart 

## Medaillewinnaars
| Onderdeel     | Goud                                                     | Zilver                                              | Brons                                                       |
| Jongens       | Jongens                                                  | Jongens                                             | Jongens                                                     |
| ------------- | -------------------------------------------------------- | --------------------------------------------------- | ----------------------------------------------------------- |
| 500 m         | Chung Jae-woong                                          | Torai Ishikawa                                      | Koki Kubo                                                   |
| 1000 m        | Koki Kubo                                                | Allan Dahl Johansson                                | Chung Jae-woong                                             |
| 1500 m        | Allan Dahl Johansson                                     | David La Rue                                        | Kim Min-seok                                                |
| 5000 m        | Chung Jae-won                                            | Allan Dahl Johansson                                | Egor Shkolin                                                |
| Allround      | Allan Dahl Johansson                                     | Tyson Langelaar                                     | Francesco Betti                                             |
| Massastart    | David La Rue                                             | Ethan Cepuran                                       | Kim Min-seok                                                |
| Teamsprint    | Zuid-Korea Park Seong-hyeon Chung Jae-woong Kim Min-seok | Duitsland Ole Jeske Paul Galczinsky Max Reder       | Rusland Sergej Loginov Roeslan Zacharov Aleksandr Podolskii |
| Achtervolging | Zuid-Korea Lee Do-hyung Chung Jae-woong Kim Min-seok     | Japan Riki Hayashi Taishi Yamamoto Kohki Takamisawa | Rusland Sergej Loginov Aleksandr Podolskii Jegor Sjkolin    |
| Meisjes       |                                                          |                                                     |                                                             |
| 500 m         | Kurumi Inagawa                                           | Jutta Leerdam                                       | Michelle de Jong                                            |
| 1000 m        | Joy Beune                                                | Jutta Leerdam                                       | Elisa Dul                                                   |
| 1500 m        | Joy Beune                                                | Jutta Leerdam                                       | Elisa Dul                                                   |
| 3000 m        | Joy Beune                                                | Jutta Leerdam                                       | Lemi Williamson                                             |
| Allround      | Joy Beune                                                | Jutta Leerdam                                       | Elisa Dul                                                   |
| Massastart    | Béatrice Lamarche                                        | Karolina Bosiek                                     | Laura Peveri                                                |
| Teamsprint    | Nederland Femke Beuling Michelle de Jong Jutta Leerdam   | Zuid-Korea Kim Min-jo Park Chae-eun Park Ji-woo     | Polen Karolina Bosiek Karolina Gąsecka Natalia Jabrzyk      |
| Achtervolging | Nederland Joy Beune Elisa Dul Jutta Leerdam              | Japan Yui Fujimori Karuna Koyama Lemi Williamson    | Zuid-Korea Park Chae-eun Park Ji-woo Yoon Jung-min          |

## Wereldrecords
Onderstaande wereldrecords werden gevestigd tijdens deze kampioenschappen.
| Onderdeel          | Record   | Tijd/Punten | Naam                                            |
| Jongens            | Jongens  | Jongens     | Jongens                                         |
| ------------------ | -------- | ----------- | ----------------------------------------------- |
| 1000 m             | junioren | 1.07,06     | Koki Kubo                                       |
| Teamsprint         | junioren | 1.20,46     | Chung Jae-woong, Kim Min-seok, Park Seong-hyeon |
| Ploegachtervolging | junioren | 3.43,55     | Chung Jae-woong, Kim Min-seok, Lee Do-hyung     |
| Vierkamp           | junioren | 143.060     | Allan Dahl Johansson                            |
| Meisjes            |          |             |                                                 |
| 1000 m             | junioren | 1.14,21     | Joy Beune                                       |
| 1500 m             | junioren | 1.54,21     | Joy Beune                                       |
| 3000 m             | junioren | 3.59,47     | Joy Beune                                       |
| Ploegachtervolging | junioren | 2.59,55     | Joy Beune, Elisa Dul, Jutta Leerdam             |
| Minivierkamp       | senioren | 153.776     | Joy Beune                                       |

## Belgische deelnemers
| Jongens           | Jongens | Jongens | Jongens | Jongens | Jongens | Jongens | Jongens | Jongens |
| Naam              | 0500m   | 1000m   | 1500m   | 5000m   | Allr.   | Mass.   | TSpr.   | PAch.   |
| ----------------- | ------- | ------- | ------- | ------- | ------- | ------- | ------- | ------- |
| Jarno Schellekens |         |         |         |         |         | 23e     |         |         |

## Nederlandse deelnemers
| Jongens          | Jongens | Jongens | Jongens | Jongens | Jongens | Jongens | Jongens | Jongens |
| Naam             | 0500m   | 1000m   | 1500m   | 5000m   | Allr.   | Mass.   | TSpr.   | PAch.   |
| ---------------- | ------- | ------- | ------- | ------- | ------- | ------- | ------- | ------- |
| Daan Baks        | 21e     | 18e     | 17e     |         |         |         | 4e      |         |
| Tjerk de Boer    | 23e     | 21e     | 22e     | 22e     | 9e      |         | 4e      |         |
| Janno Botman     | 11e     |         |         |         |         | 19e     | 4e      | 8e      |
| Louis Hollaar    | 25e     | 50e     | 16e     |         |         |         |         | 8e      |
| Teun de Wit      | 35e     | 23e     | 20e     | 28e     | 14e     | 16e     |         | 8e      |
| Meisjes          |         |         |         |         |         |         |         |         |
| Naam             | 0500m   | 1000m   | 1500m   | 3000m   | Allr.   | Mass.   | TSpr.   | PAch.   |
| Joy Beune        | 5e      | Goud    | Goud    | Goud    | Goud    | 20e     |         | Goud    |
| Elisa Dul        | 6e      | Brons   | Brons   |         | Brons   | 7e      |         | Goud    |
| Femke Beuling    | DQ      | 6e      |         |         |         |         | Goud    |         |
| Michelle de Jong | Brons   |         | 17e     |         |         |         | Goud    |         |
| Jutta Leerdam    | Zilver  | Zilver  | Zilver  | Zilver  | Zilver  |         | Goud    | Goud    |